# Compagnie Belge de Radio et Télévision
Compagnie Belge de Radio et Télévision (CBRT) was een producent van televisietoestellen in de Belgische stad Brugge. Het bedrijf bestond van 1957 tot 1982, toen het overgenomen werd door Philips.

## Geschiedenis
De CBRT begon met 160 man in een nieuwbouw aan de Pathoekeweg te Brugge. Er werden televisietoestellen voor Siera, ACEC, Philips, SBR en Novak gemaakt. In 1961 werd een tweede fabriekshal geopend en besloeg het fabrieksterrein meer dan 2 hectare. In 1968 werd de eerste kleurentelevisie gemaakt.
Toen in 1971 de vierde productiehal van CBRT in gebruik werd genomen had Philips meer dan 50% van de aandelen en nam de leiding van de fabriek over. In 1975 had Philips 75% en in 1982 100% van de aandelen in handen. Vanaf toen werd ook de naam Philips gebruikt in plaats van CBRT.
De fabriek bereikte in die periode haar hoogtepunt met 2450 arbeiders en was hiermee van een van de grootste televisiefabrieken ter wereld. In 1980 werd een R&D-centrum gestart, anno 2013 nog het enige bestaande deel van de vestiging. 	
Vanaf 1989 werd er regelmatig werknemers afgedankt. In 1989: 300 mensen, 1991: 200 mensen, 1992: 195 mensen, 1996: 795 mensen en 2007: 170 mensen. Na een grote herstructurering in 1996 werden delen afgebouwd en in 2003 onderdelen afgesplitst en verkocht, zoals de printplaatproductie aan Jabil. 
In 2010 sloot de fabriek definitief en bleef enkel het R&D-centrum bestaan waarin ongeveer 300 mensen werken. Het centrum werd omgevormd tot een samenwerking tussen Philips en TPV Technology waarbij Philips nog 30% aandelen bezat. Hier werd vooral op tv-vlak onderzoek gedaan. Realisaties van de laatste jaren zijn de ontwikkeling van een reeks LCD-tv's en de "digital natural motion" techniek.
Eind 2012 werd beslist om het onderzoekscentrum te verhuizen naar de campus van de Universiteit van Gent en de vestiging te Brugge definitief te sluiten.